# Tito Okello
Tito Lutwa Okello (1914 — 3 de junho de 1996) foi um comandante militar de Uganda, que serviu como presidente do país entre 1985 e 1986. 

## Biografía
Em 1971 quando Idi Amin assumiu o poder em seu país, ele exilou-se na Tanzânia. Ali, ele criou em 1978 o grupo Kikoosi Malum, que junto com forças tanzanianas, lutou pela deposição de Idi Amim, ocorrida em 1979. Depois disso, tornou-se comandante das Forças Armadas de Uganda entre 1980 até 1985.
Em 1985 junto com Bazilio Olara-Okello ele preparou na Costa do Marfim a deposição de Milton Obote, a qual ocorreu em julho daquele ano, tornando-se o presidente de Uganda. Ele seguiu nos seis meses unido publicamente com a Força Nacional da Resistência operado com o seu companheiro e futuro presidente, Yoweri Museveni.